# San Miguel Tequixtepec
San Miguel Tequixtepec es una localidad del estado mexicano de Oaxaca. Es cabecera del municipio de San Miguel Tequixtepec.

## Demografía
| Censo | Población |
| ----- | --------- |
| 1900  | 1360      |
| 1910  | 1659      |
| 1921  | 1171      |
| 1930  | 1233      |
| 1940  | 1129      |
| 1950  | 1009      |
| 1960  | 897       |
| 1970  | 670       |
| 1980  | 554       |
| 1990  | 604       |
| 1995  | 590       |
| 2000  | 505       |
| 2005  | 459       |
| 2010  | 498       |
| 2020  | 570       |